# Kaiba
«Kaiba» (яп. カイバ букв. «Кайба») — аниме-сериал сценариста и режиссёра Масааки Юасы, созданный на студии Madhouse. Произведение позиционируется как научно-фантастическая любовная история, хотя содержит элементы киберпанка и психологии. Премьерный показ состоялся в 2008 году в сети WOWOW.
В центре сюжета судьба активистки повстанческого движения, Нейро, а также её возлюбленного. В начале повествования он предстаёт безымянным персонажем, утратившим память.

## Персонажи
Кайба (яп. カイバ) или Варп (яп. ワープ)
- Сэйю: Хоко Кувасима

Главный герой, возлюбленный Нейро, могущественный правитель, король воспоминаний. До встречи с Нейро Варп был тираном, выжившим во время борьбы за власть со своими братьями, пережившим предательство родителей.
Во время первой потери памяти он встретился с Нейро. Тогда девушка назвала его Кайба в честь растения, пожирающего воспоминания.
Во время второй потери памяти Попо назвал его настоящим именем — Варп — и отправил в путешествие на космическом корабле. Путешествуя по разным планетам, Варп учится понимать человеческие ценности. В конце он возвращается на родную планету, где оказывается вовлечён в новый заговор.
Нейро (яп. ネイロ)
- Сэйю: Мамико Ното

Возлюбленная Варпа, активист сопротивления. Попо замазал все её воспоминания о Варпе, кроме воспоминаний о злом тиране, убившем её родителей.
Попо (яп. ポポ)
- Сэйю: Роми Паку

Лидер сопротивления. С детства мечтал стать королём. Любит Чеки, но предаёт её ради Нейро. В начале сериала он рассказывает Варпу об окружающем мире и помогает ему попасть на межпланетный корабль. В конце — устраивает переворот во дворце.
Чеки (яп. チェキ)
- Сэйю: Аюми Фудзимура

Подруга детства Нейро. Несмотря на предательство, любит Попо и желает счастья Нейро, за что была наказана — Сатэ стёрла её воспоминания.
Хьё-Хьё (яп. ひょーひょー)
- Сэйю: Васаби Мизута

Маленькое создание, сопровождающее Варпа и помогающее ему. В конце оказывается, что в Хьё-Хьё содержится копия истинных воспоминаний Нейро, которые Кичи сохранил ещё до вмешательства Попо.
Кичи (яп. キチ)
- Сэйю: Тэцуя Иванага

Брат Сатэ. Тайно влюблён в Нейро. Желает воссоединения настоящих влюблённых Нейро и Варпа.
Сатэ (яп. )
Сестра Кичи. Тайно влюблена в Попо. Подбивает его на переворот и помогает стать королём.
Хронико (яп. クロニコ)
- Сэйю: Чива Сайто

Девушка, которую Варп встретил на планете Тото. Когда девушка была убита, Варп забрал её тело и назвался её именем.
Ванилла (яп. バニラ)
- Сэйю: Хисао Егава

Шериф межпланетного корабля. Влюбился в тело Хронико, поэтому помог Варпу попасть на корабль, а позже согласился покрывать террориста. Ваниллу лишили лицензии и убили, но перед смертью он успел спасти сознание Варпа и Хьё-Хьё.

## Список эпизодов
| 01 | Тебя зовут Варп (名はワープ)                            | 11.04.2008 |
| Главный герой просыпается в неизвестном месте. В груди зияет дыра. На животе у него странный рисунок с кольцами, а на шее — медальон с фотографией девушки. Он практически ничего не помнит. Мир вокруг довольно жесток: его тут же пытаются убить, украсть тело или высосать воспоминания. Героя спасает странная птица. Парень по имени Попо объясняет герою устройство этого мира. Он нарекает его Варпом, помогает проникнуть в верхний мир, а затем на межпланетный корабль. Чтобы путешествовать на корабле, герою приходится расстаться со своим телом. Попо изменяет память Нейро. Однако Кичи тайно копирует её воспоминания и даёт этой копии сознания тело — странное маленькое создание — Хьё-Хьё. Она пробирается к Варпу на корабль. |                                                         |            |
| 02 | Безбилетники (密航)                                     | 18.04.2008 |
| На корабле Варп путешествует в качестве багажа в теле безмолвной куклы. Женщина, которая согласилась тайно провезти Варпа копирует в его настоящее тело своё сознание и использует его для полового удовлетворения. В процессе копия уничтожает оригинал, за что её полагается уничтожить. Однако казнь откладывается. Варп и Хьё-Хьё завладевают прибором, способным замораживать тело и просматривать память живущего в нём сознания. Они убегают от местного шерифа, Ваниллы, в спасательной капсуле и приземляются на ту же планету, на которой должен совершить промежуточную остановку космический корабль. В этой серии Варп знакомится с милой общительной девушкой Кочу, тоже путешествующей в багажном отделении без билета. Кочу поверила своему парню, Баттеру, но была обманута, как и множество других девушек, которых он просто использовал, в том числе и для контрабанды чипов памяти. Перед казнью Баттер раскаивается и просит пощадить девушку, однако Ванилла убивает обоих.                                 |                                                         |            |
| 03 | Ботинки Хронико (クロニコのながぐつ)                    | 25.04.2008 |
| На планете Тото девушка по имени Хронико помогает Варпу скрыться от шерифов. Хронико рассказывает, что сегодня её последний день в родном теле, поэтому она хочет напоследок делать лишь то, чего сама желает. Она продаёт тело, чтобы тётя, которая растила её, со своими родными детьми смогла жить лучше. Однако Хронико обманули — её память не собирались оцифровывать, сознание девушки погибло. В конце концов тётя Хронико глубоко раскаивается в своём поступке, но уже ничего не может изменить. Варп с помощью Хьё-Хьё проникает в тело Хронико. Ванилла влюбляется в тело девушки и забирает Варпа на корабль. |                                                         |            |
| 04 | Комната памяти старухи (ばあさんの記憶の部屋)           | 02.05.2008 |
| Корабль делает остановку на небольшой планете со слабой гравитацией. Здесь Варп знакомится со старухой, переживающей смерть своего мужа. Внуки старухи в надежде найти сокровище заставляют Варпа проникнуть к ней в сознание. Не желая мириться со смертью мужа старуха тоже умирает. Сокровищем оказываются греющие душу стариков, но абсолютно бесценные вещи. Внуки хотят покинуть родную планету, как когда-то поступили их родители. Не имея денег, они пробираются на корабль тайком, однако погибают, поскольку жившие долго у маяка уже не могут существовать без него. |                                                         |            |
| 05 | Планета-утопия Абипа (憧れの星アビパ)                   | 09.05.2008 |
| Корабль делает остановку на планете-утопии Абипе. Тела здесь стоят очень дёшево, местное население их постоянно меняет. На планете царит постоянный праздник, еда бесплатна. Однако открывающаяся суть вещей не так однозначно положительна, как первое впечатление. Варп знакомится с местной знаменитостью, дизайнером Клочком, и его питомцем Лоскутом. В Лоскуте оказывается сохранена память девушки, некогда любившей Клочка. |                                                         |            |
| 06 | Мускулистая женщина (筋肉質な女)                        | 16.05.2008 |
| Корабль делает остановку на Лоло. Варп в теле Хронико спешит на помощь небольшому разбившемуся кораблику пожилой семейной пары. На месте он встречает также пришедшую на помощь Нейро в мужском теле. Герои не узнают друг друга, но чувствуют необычное притяжение. Нейро совершает теракт, Варп просит Ваниллу покрыть их. В этой серии много внимания уделено прошлому семейной пары и их отношениям. Здесь впервые появляется Кайба — растение, питающиеся воспоминаниями. |                                                         |            |
| 07 | Мужчина, который не остался в памяти (記憶に残らない男) | 23.05.2008 |
| Корабль делает остановку на Нене. Героев объявляют в розыск, Ваниллу лишают шерифской лицензии. Спасаясь от преследования, он успевает передать память Варпа и Хьё-Хьё Кичи. Мы также узнаём, что когда Варп и Нейро были вместе на Лоло, Варп исследовал её память и видел, что все воспоминания с его лицом замазаны силуэтом Попо. Проясняются некоторые моменты из их общего прошлого и из прошлого Нейро. |                                                         |            |
| 08 | Маскировка (化けの皮)                                   | 13.06.2008 |
| Сатэ, влюблённая в Попо, тайно встречается с ним. Она признаётся, что знает о изменении памяти Нейро. Ей также известно о прошлом Попо: его мать продала тело, чтобы спасти сына, а своё сознание поместила в робота. Оцифровка памяти запрещена в сопротивлении. Сатэ говорит, что о прошлом Попо известно также Нейро, Чеки (возлюбленной Попо, которую он бросил ради Нейро) и Даде (лидеру сопротивления). Сатэ рассказывает всё, что знает о Варпах, и предлагает Попо захватить власть. Оказывается, нынешний Варп несовершенен, а сопротивлением руководят ещё три несовершенные копии, желающие когда-то подняться в верхний мир. Бессмертное тело настоящего Варпа оказывается у Кичи, и он приступает к восстановлению сознания Варпа в этом теле. |                                                         |            |
| 09 | Застрелить Варпа! (ワープを討て!)                       | 20.06.2008 |
| Попо поручает Нейро убить Варпа. Чеки пытается вразумить её. Из мести, а также чтобы не допустить дальнейшего вмешательства в состояние Нейро, Сатэ стирает значительную часть воспоминаний Чеки. Кичи возрождает Варпа и также пытается рассказать Нейро правду. В результате сложной внутренней борьбы любовь в Нейро побеждает, воспоминания возвращаются к ней в полном объёме, но из-за стечения обстоятельств она всё же стреляет в Варпа. |                                                         |            |
| 10 | Кайба (カイバ)                                          | 11.07.2008 |
| Серия повествует о том, как Нейро и Варп встретились и полюбили друг друга. Когда сопротивление узнало, что перед ними был настоящий Варп, они решили наказать Нейро. Ей было поручено пройти во дворец и убить его. Однако, пытаясь спасти Варпа, она выдаёт себя. Система безопасности дворца, дабы ликвидировать угрозу, готовится уничтожить Нейро. Варп просит девушку позволить ему передать её память в другое место, но Нейро до последнего не желает открыться. В итоге её убивают. Варп собирает её память и возрождает её тело, восстанавливая абсолютно все воспоминания. Он рассказывает девушке о предательстве своих родителей. В результате политических интриг герои падают с верхнего мира и, пролетая через электролитное облако, Варп теряет память. Эти события, которые Нейро теперь вспоминает, предшествовали событиям первой серии, клонированию и изменению её памяти. |                                                         |            |
| 11 | Обороты пропеллеров (まわるファン)                      | 18.07.2008 |
| Варп выжил после выстрела Нейро. К нему полностью возвращается память, и он отправляется во дворец. Нейро вспоминает то, о чём узнала ещё во время путешествия во дворец — сознание матери Варпа содержится в теле странной птицы, которую Нейро называет по имени — Фал. Несмотря на то, что Варп владеет всей информацией, он не знает всей правды о своей матери. Попо захватывает дворец. Но в результате борьбы за власть, после массовых убийств вся свита Попо уничтожена, в живых остаётся только несовершенный Варп. |                                                         |            |
| 12 | Все в облаке (みんな雲の中)                             | 25.07.2008 |
| Кичи, который любил Нейро, поднимает её в верхний мир и жертвует собой. Во дворце появляется настоящий Варп. Девушка пытается помешать убийству Варпа несовершенного. Но рождённый дворцом ещё один совершенный Варп убивает копию. Новый Варп желает занять место правителя. Он также предлагает предшественнику позволить поглотить себя разросшемуся и уже пожирающему планеты растению Кайбе, чтобы не быть одинокими. Новый Варп олицетворяет тёмную сторону сознания Варпа — хранителя воспоминаний, правителя и творца. Он отрицает воспоминания о любящей и заботливой матери, которая всегда желала сыну лишь добра, когда этими воспоминаниями, собранными с тела погибшей птицы, Нейро пытается вытащить Варпа из отчаяния. Несмотря ни на что, Нейро не позволяет победить тёмной стороне Варпа. Когда герой приходит в себя, он признаёт, что до встречи с девушкой у него ничего не было. Варп уничтожает растение Кайбу. Когда борьба заканчивается, все погибшие во дворце оказываются живы. Они держатся за руки. |                                                         |            |

## Музыка
В опенинге каждой серии звучит песня Сэйры Кагами «Never». В эндинге — её же песня «Carry Me Away».
Саундтрек к сериалу вышел отдельным музыкальным альбомом на Audio CD 25 июня 2008 года.